# 夜校女生
《夜校女生》，是一部2025年的臺灣愛情電影，由莊景燊導演，徐慧芳、王莉雯編劇，陳姸霏、項婕如和邱以太主演，為臺北金馬影展執行委員會評選的「第43屆優良電影劇本」得獎作品之一，講述北一女夜間部和日間部的兩名女生分別愛上同一名男生的故事。
該電影於2024年10月5日在第29屆釜山國際電影節上首映，並於2025年2月27日在台灣院線公映。

## 劇情背景
《夜校女生》設定於1997年，就讀一女中夜間部的女生小愛，與使用同一張桌子的日間部女生敏敏成為「桌友」，二人更一同喜歡上數理資優班的路克。小愛為了方便蹺課而換上日間部校服，但也令她嚐到日間部學生因成績較好而獲得的優待，更無法擺脱享受這種光環的誘惑，卻也令她的生活逐漸失控。

## 演員
- 陳姸霏[2]，飾演彭芸愛（小愛），一女中夜間部學生，與敏敏互為桌友，有一個妹妹。
- 項婕如[2]，飾演羅家敏（敏敏），一女中日間部學生，與小愛互為桌友。
- 邱以太[2]，飾演路克，第一中學數理資優班學生。文武雙全，頗受女生歡迎，在補習班與敏敏跟小愛結識並成為好友。
- 季芹[3]，飾演小愛媽媽，是小愛姊妹的母親，也是國小老師。望女成鳳心切，極力要求長女重考進入一女中夜間部，也時刻緊盯女兒的成績。卻也因此跟小愛變的關係惡劣，屢屢發生口角衝突。

## 製作
2021年11月，由徐慧芳撰寫的《夜校女生》劇本參與由臺北金馬影展執行委員會籌辦的「第43屆優良電影劇本」評選，並與另外五部作品同時獲得特優獎。該劇本隨後由興揚電影宣佈開發，並獲文化部影視及流行音樂產業局輔導金補助一千萬新臺幣，及臺北市政府文化局補助三百萬新臺幣。2023年7月，主演陳姸霏被媒體拍到在臺北市羅斯福路進行拍攝。
導演莊景燊與編劇王莉雯在開發劇本時，進行了大量田野調查，包括訪談北一女曾教過夜校的老師，以及與資優班學生進行深度交流。劇本經過兩次、共約40位學生的「盲測」，測試觀眾對故事內容的反應。結果顯示，原劇本的愛情戲較為含蓄，學生們希望增加情感層次，於是編劇團隊根據回饋適度調整，增加牽手與告白場景，使電影更符合年輕觀眾的期待。
電影的靈感來自編劇徐慧芳聽聞的「交換制服遊戲」，當年北一女日校與夜校學生皆穿綠色制服，僅透過學號顏色區分，部分學生曾透過交換制服自由出入校園。然而，在電影的感謝名單中未出現北一女的校名，監製唐在揚表示，北一女對電影拍攝態度不友善，認為夜校歷史應該留在校史館中，而非拍成電影。
由於北一女校方無法提供場地，劇組向三所高中及一所技術學院借景，分別拍攝大門、教室、走廊、活動中心和操場，最後剪輯組合成電影中的「一女中」。此外，導演莊景燊對臨演的選角與造型也十分講究，特別挑選高中或大學生飾演女學生，並要求頭髮不得過肩，以符合90年代明星女校的規定。
電影也涉及921大地震的劇情，然而主要演員皆為該事件後出生，為了真實呈現當時的氛圍，演員們透過訪問長輩及研究歷史資料來理解災後的社會狀況，美術組也特別還原當年的環境細節，以增強故事的真實感。

## 發行
《夜校女生》於2024年10月5日在第29屆釜山國際電影節的「特別焦點單元」中進行世界首映，並於2025年2月27日在台灣院線上映。

## 獎項與提名
| 年份   | 大獎                     | 獎項       | 提名者   | 結果 | 參考   |
| ------ | ------------------------ | ---------- | -------- | ---- | ------ |
| 2025年 | 第19屆芝加哥亞洲躍動影展 | 觀眾票選獎 | 夜校女生 | 獲獎 | [ 15 ] |
| 2025年 | 第19屆芝加哥亞洲躍動影展 | 閃耀明星獎 | 陳姸霏   | 獲獎 | [ 15 ] |

## 外部連結
- 豆瓣电影上《夜校女生》的資料 （简体中文）
- madefrom.hk 電影 上 【夜校女生】的資料 ( 繁體中文)